# Tour Painkiller
Tour Painkiller es la quinta gira de la cantante española Edurne, donde presenta en directo su también quinto álbum de estudio Climax, el cual tiene Pretty Boy y Painkiller como singles. Esta gira se hizo después de su triunfo en la tercera edición del programa de Antena 3, Tu cara me suena.